# Pratap Singh di Jammu e Kashmir
Pratap Singh (Jammu, 18 luglio 1848 – Jammu, 23 settembre 1925) è stato un maharaja dello stato di Jammu e Kashmir.

## Biografia
Prima dell'ascesa al trono di Pratap Singh, il governo britannico era rappresentato nel Kashmir da un incaricato che aveva solo funzioni limitate di ambasceria. Il governo dell'India aveva fatto diversi tentativi sotto Ranbir Singh per creare un vero e proprio residente locale ma senza successo proprio per resistenza del maharaja. Il nuovo sovrano, ad ogni modo, si dimostrò più accondiscendente nei confronti degli inglesi ed accettò questa nomina.
All'epoca di Pratap Singh, nell 1889, venne completata la prima strada carrozzabile della valle del Jhelum, una delle più complesse e lunghe strade montane del mondo, estesa poi sino a Srinagar nel 1897. Nel 1922 venne completata una nuova grande strada di collegamento tra Dringar, la capitale estiva, con Jammu, la capitale invernale dello stato. La necessità di così tante strade è dovuta al fatto che in precedenza non erano presenti molte vie di collegamento in quanto motocicli e automobili non erano diffuse, ma si prediligeva ancora il trasporto su carri.
Nel 1887, il governo di stato favorì la stesura dei diritti dei contadini, abolendo il begar, corrispondente alla servitù della gleba occidentale.
Nel 1912 vennero fissati nuovi canoni per la riscossione delle imposte, stabilendo che il 30% del dovuto doveva essere pagato in denaro contante, incrementando così del 100% le rendite dello stato pur non congedando completamente il vecchio metodo di pagare in natura, che favoriva il pagamento delle tasse da parte anche dei ceti meno abbienti.
Il maharaja si impegnò anche per lo sviluppo locale dell'agricoltura con metodi innovativi e dal 1929 egli fondò la prima Società di Credito Cooperativo con 27.500 membri in tutto il suo stato.
Jammu e Kashmir erano uno stato ricco di foreste ma sino all'ascesa di Pratap Singh praticamente nulla si era fatto per sfruttare questa risorsa gratuita. Nel 1891 lo stato fondò il Dipartimento Forestale per la tutela ed il corretto sfruttamento delle aree naturalistiche locali, fruttando così un quarto di milione di rupie annue.
Vennero aperte molte scuole per maschi e femmine perché l'istruzione potesse divenire un fenomeno il più diffuso possibile e gratuito per tutti. A Jammu venne aperto il Prince of Wales College nel 1907, ed a Srinagar lo Sri Pratap College nel 1905, l'Amar Singh Technical Institute sul finire del 1914 e la Sri Pratap Technical School nel 1924.
Vennero costruiti moderni ospedali a Srinagar ed a Jammu, con la costituzione di centri per l'insegnamento a dottori qualificati, migliorando significativamente la salute della popolazione locale e promuovendo campagne di vaccinazione su vasta scala per prevenire il morbillo ed altre malattie infettive.
Pratap Singh non ebbe eredi e quando morì il 23 settembre 1925 venne succeduto da suo nipote Hari Singh, figlio di suo fratello raja Amar Singh.